# 小田朝久
小田 朝久（おだ ともひさ、1417年3月23日（応永24年3月5日） - 1455年6月5日（享徳4年閏4月20日））は、室町時代中期の武将。小田氏の第12代当主。第11代当主・小田持家の子。成治の父。官位は中務大夫。讃岐守。別名に知久。
1455年、足利成氏に従って古河を守備した。同年春、成氏の命を受けて上杉房顕・長尾景仲らを討伐するために常陸小栗城を攻撃中に陣中で病に倒れ、父に先立って閏4月20日に病死した。享年39。家督は子の成治が継いだが幼少の為、父の持家が後見人となった。